# Треслинг, Аб
Альберт Виллем (Аб) Треслинг (нидерл. Albert Willem (Ab) Tresling; 4 мая 1909, Гаага — 29 октября 1980, Бреда, Северный Брабант) — нидерландский хоккеист на траве, полевой игрок, тренер. Серебряный призёр летних Олимпийских игр 1928 года.

## Биография
Аб Треслинг родился 4 мая 1909 года в нидерландском городе Гаага.
Играл в хоккей на траве за ХОК из Гааги, «Бредасе Хоккей & Бенди Клуб» (БХБК) и «Бредасе Лаунтеннисклуб» (БЛТК). Во время выступлений за БХБК входил в совет директоров клуба.
Служил в артиллерии, носил звание майора.
В 1928 году вошёл в состав сборной Нидерландов по хоккею на траве на летних Олимпийских играх в Амстердаме и завоевал серебряную медаль. Играл в поле, провёл 4 матча, забил 1 мяч в ворота сборной Франции.
За карьеру провёл 46 матчей за сборную Нидерландов. В 1959—1969 годах был её тренером.
Умер 29 октября 1980 года в нидерландском городе Бреда.